# Resist the Atomic Menace
Resist the Atomic Menace – minialbum wydany przez anarcho-punkowy zespół Oi Polloi ze Szkocji. Materiał został wydany w 1986 przez Endangared Musik Records, reedycja wydana w 1994 przez Campary Records.

## Lista utworów
1. "Hands Off Nicaragua"
2. "Scum"
3. "They Shoot Children, Don't They?"
4. "Resist the Atomic Menace"
5. "Reach for the Light"